# Dossenheim

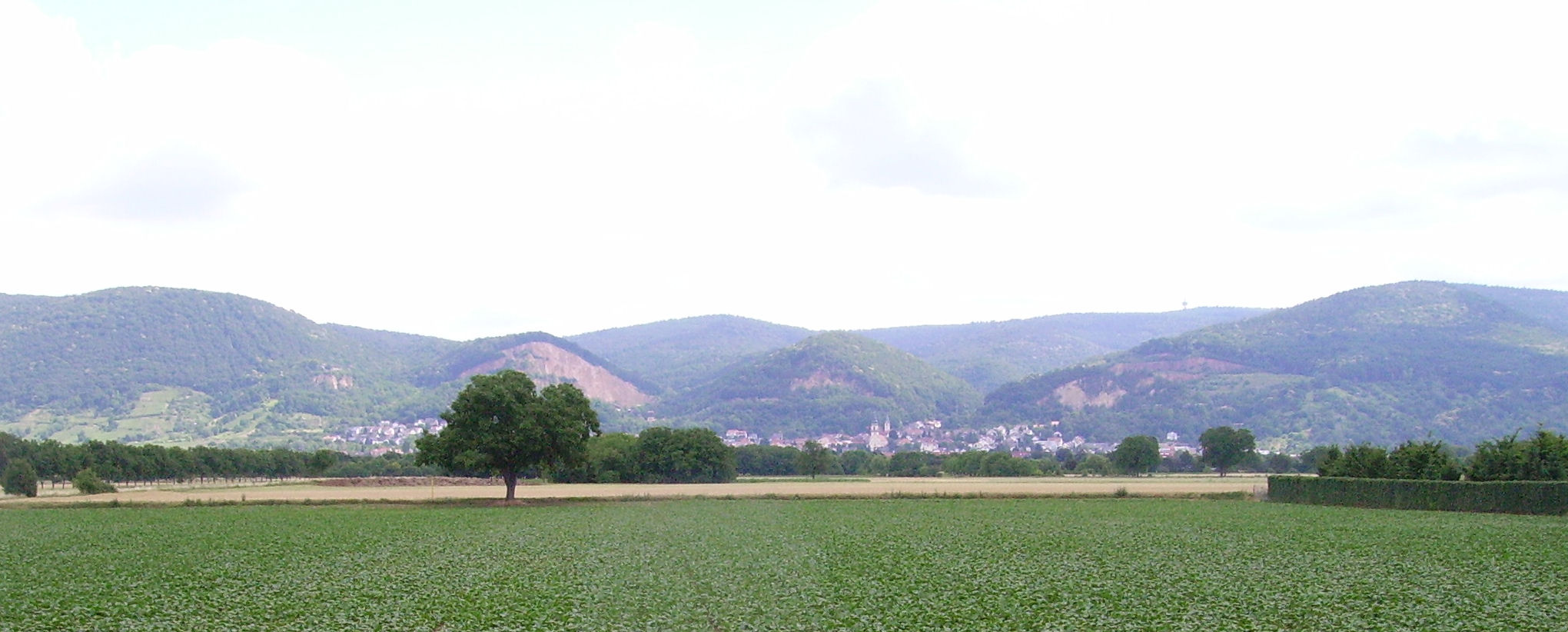
Dossenheim von Westen

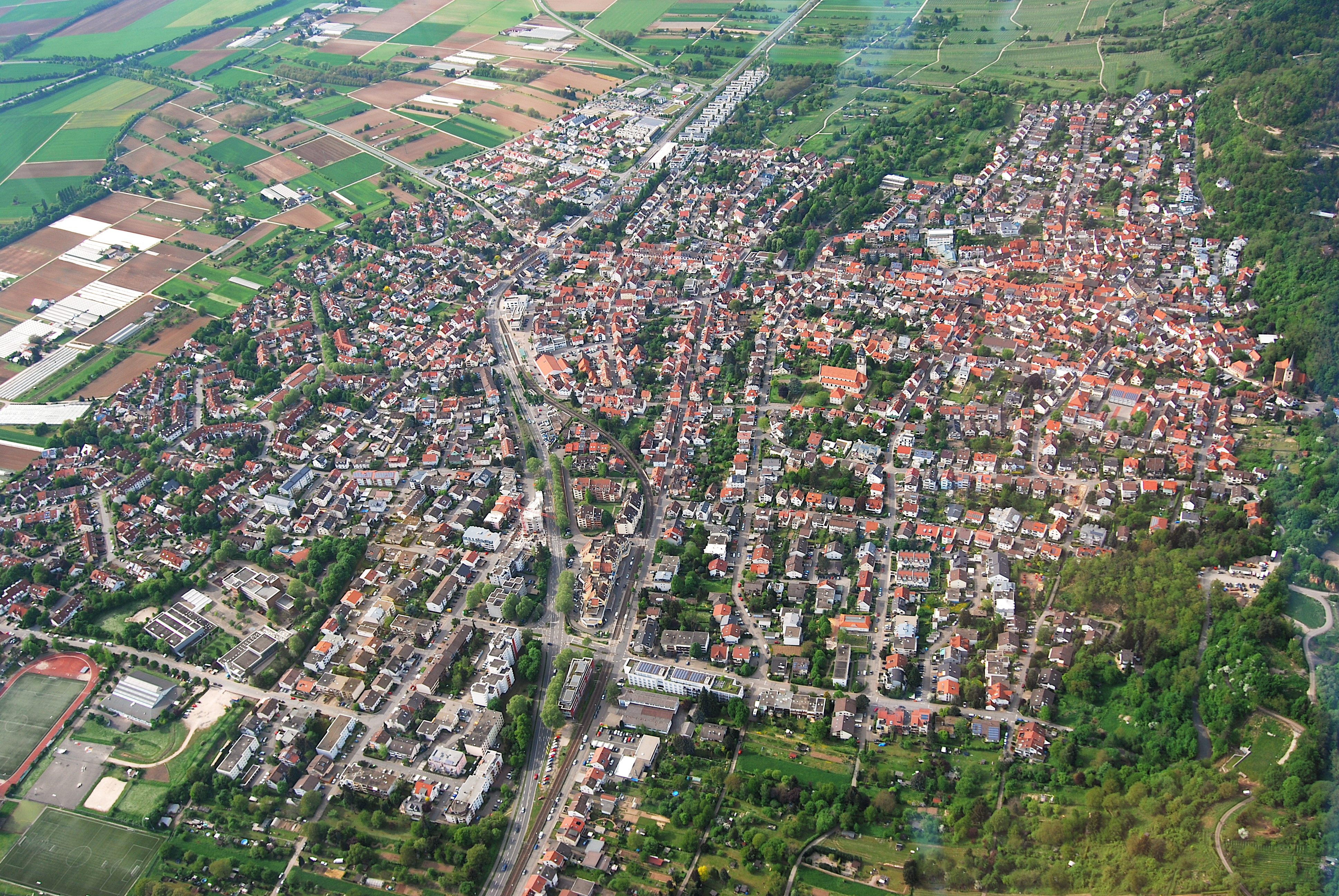
Luftaufnahme von Dossenheim

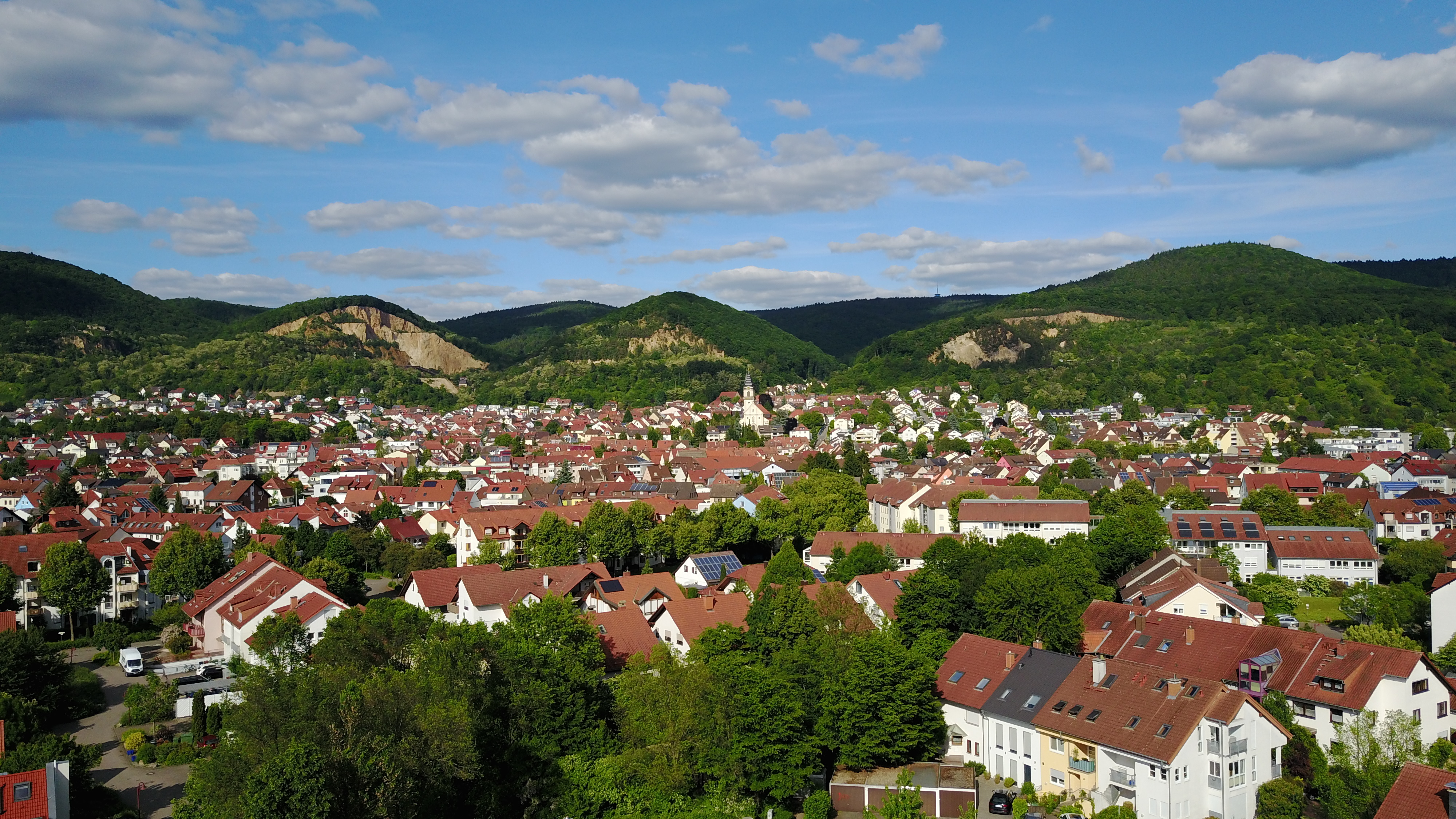
Dossenheim Luftbild von Westen

Dossenheim (ⓘ) ist eine Gemeinde an der Badischen Bergstraße mit rund 12.000 Einwohnern. Sie gehört zum Rhein-Neckar-Kreis und liegt 5 km nördlich von Heidelberg und 20 km östlich von Mannheim und ist Teil der europäischen Metropolregion Rhein-Neckar. Dossenheim wird in der lokalen Mundart Dossene genannt.

## Geographie

### Lage
Dossenheim liegt an der Badischen Bergstraße am Fuß des Odenwaldes in der Metropolregion Rhein-Neckar. Im Westen der Gemarkung beginnt die Oberrheinische Tiefebene. Der zum Ort gehörende Weiler Schwabenheim liegt außerdem am Neckar. Die Berge des Odenwaldes im Osten sind durch drei Bäche und ihre Täler zerschnitten.

### Flächennutzung
Das Gemeindegebiet erstreckt sich über 1416 Hektar. Davon sind 17,2 Prozent Siedlungs- und Verkehrsfläche, 32,3 Prozent werden landwirtschaftlich genutzt und 44,2 Prozent sind bewaldet. In den letzten Jahren und Jahrzehnten veränderte sich die Waldfläche kaum, die Siedlungsfläche dehnte sich dagegen, vor allem auf Kosten der Landwirtschaftsfläche, unregelmäßig aus.

### Natur und Gewässer
Beim Weiler Schwabenheim überwindet eine Neckarschleuse eine Höhendifferenz von 8,7 Metern. Hier endet der Seitenkanal Wieblingen, welcher parallel zum Altneckar verläuft. Dieser ist Teil des rund 550 ha großen Natur- und Landschaftsschutzgebiets Unterer Neckar. Vom Odenwald her kommen Mühl-, Brenken- und Mantelbach, diese sind allerdings innerhalb des Siedlungsgebiets zum Großteil verdolt. Im Westen der Gemarkung fließen sie in den Rombach, welcher wiederum in den Kanzelbach mündet. Dieser erreicht schließlich bei Ladenburg den Neckar.
Der Ölberg ist, wie andere Berge in Dossenheim auch, geprägt von durch Gesteinsabbau entstandenen Terrassen, Felswänden und Schutthalden. Die vielfältige Biotopstruktur bietet Lebensraum für zahlreiche bedrohte Tier- und Pflanzenarten und steht daher seit 1998 unter Naturschutz. Das Waldgebiet auf dem Ölberg ist als Schonwald eingestuft. Die Gemarkung östlich der B 3 ist Teil des Naturparks Neckartal-Odenwald. Fast alle unbebauten Flächen des Naturparks gehören zum Landschaftsschutzgebiet Bergstraße-Mitte.

### Gemeindegliederung
Zur Gemeinde gehören außer Dossenheim selbst der etwa drei Kilometer weiter westlich liegende Weiler Schwabenheim und der Wohnplatz Zum Weißen Stein. Die amtliche Kreis- und Gemeindebeschreibung nennt weiterhin die in Dossenheim aufgegangenen Wohnplätze OEG-Bahngebäude und Bärenstein. Im Gemeindegebiet lag die 801 erwähnte abgegangene Ortschaft Bernhardteshusen, die möglicherweise mit dem 1298 erwähnten Wilre identisch ist. Ebenfalls abgegangen ist das erstmals 767 urkundlich belegte Dorf Hillenbach, welches südlich von Dossenheim am Höllenbach lag.

### Geologie

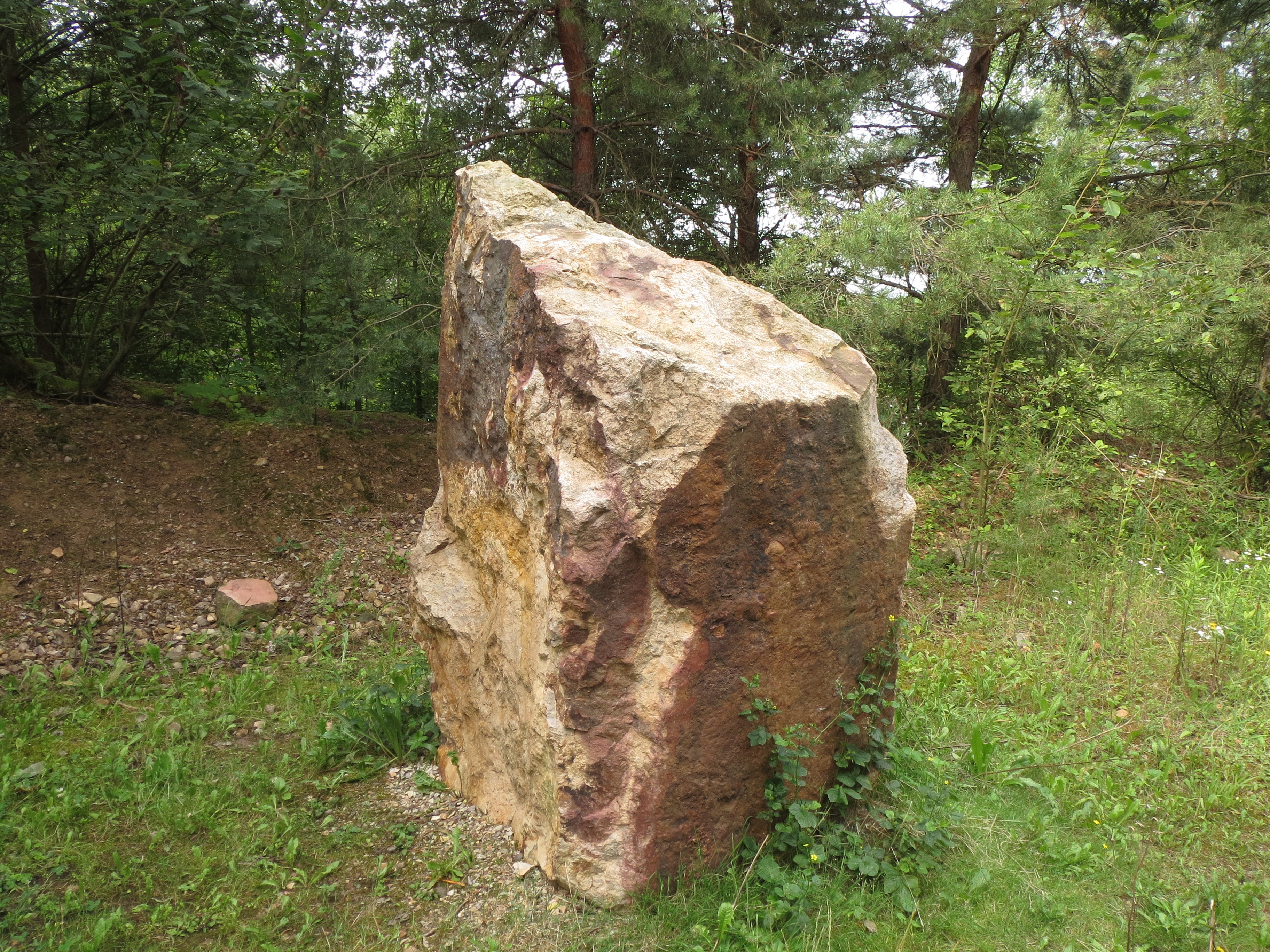
Ein Porphyrbrocken im Steinbruch Leferenz

Auf den Bergen im Osten Dossenheims liegt eine teilweise über 150 Meter mächtige Schicht aus Rhyolith (auch Quarzporphyr), die Teil der Schriesheim-Formation ist und in den Steinbrüchen des Ortes über Jahrzehnte abgebaut wurde. Entstanden ist der Dossenheim-Quarzporphyr im Perm vor etwa 290 Millionen Jahren, als es in der Region noch regen Vulkanismus gab. Daraus resultieren auch größere Granitvorkommen, die allerdings kaum abgebaut wurden. An den Hängen des Odenwaldes findet man zudem Löss sowie vor allem im Osten der Gemarkung den in der Region weit verbreiteten Sandstein.
In der Umgebung Dossenheims gab es auch einige Silberfunde, beispielsweise in Schriesheim und Hirschberg. Für eine weitergehende Beschreibung des Bergbaus in der Region, siehe auch: Liste von Bergwerken im Odenwald.

### Nachbarorte
Dossenheim liegt direkt nördlich der Großstadt Heidelberg, mit der es direkt durch die Bundesstraße 3, sowie per Schiene durch die Bahnstrecke Weinheim–Heidelberg („OEG“) verbunden ist. Die Gemarkungsgrenze liegt nahe dem Siedlungsgebiet Dossenheims. Das Zentrum Heidelbergs (Altstadt) ist etwa fünf Kilometer weit entfernt. Die größte Stadt der Region, Mannheim, liegt etwa 20 Kilometer entfernt. Außer an Heidelberg grenzt Dossenheim an folgende Orte: Im Südwesten an Edingen-Neckarhausen (liegt gegenüber Schwabenheim, auf der anderen Neckarseite), im Westen an Ladenburg und im Norden an Schriesheim.

### Klima
Dossenheim gehört, ähnlich wie Heidelberg, mit der geschützten Lage im Oberrheingraben zum wärmsten Gebiet Deutschlands. Zu großen Teilen wird das Wetter durch die Zufuhr maritimer Luftmassen aus Westen bestimmt. Die Hänge des Odenwaldes begünstigen die Wolkenbildung, was dazu beiträgt, dass es das ganze Jahr über deutliche Niederschläge gibt. Eine Klimastation in Heidelberg maß zwischen den Jahren 1971 und 2000 eine Niederschlagsmenge von etwa 745 mm pro Jahr, sowie eine Durchschnittstemperatur von 11,1 °C. Der wärmste Monat ist der Juli (20,1 °C), der kälteste der Januar (2,5 °C).

## Geschichte

### Frühe Besiedlung
Die Bergstraße ist sehr altes Siedlungsgebiet. Auf der Gemarkung von Dossenheim weisen Funde auf die Anwesenheit von Menschen bereits zur Altsteinzeit hin. Menschliche Besiedlung ist durch Ackergerät und Bestattungen spätestens für die Jungsteinzeit nachgewiesen. Jüngere Funde aus Bronze- und Hallstattzeit sowie aus der Zeit der Kelten und der Germanen belegen eine gewisse Siedlungskontinuität auf Dossenheimer Gebiet. Spätestens zur Zeit der Römer entwickelte sich die von Norden nach Süden am Gebirgsfuß verlaufende platea montium, die heutige Bergstraße. Am Weg zum Schwabenheimer Hof wurden die Fundamente einer Villa rustica gefunden, die sich dort im Hinterland des Limes und im Schutz des Neuenheimer Kastells befand. Das nahe Ladenburg war als Lopodunum ein wichtiger römischer Verwaltungssitz. Nach dem Rückzug der Römer nahmen die Alamannen ab dem 3. Jahrhundert die vormals römischen Gebiete am Rhein ein. Von ihnen gibt es nur wenige Siedlungsspuren.

### Fränkische Siedlungsgründung der Merowingerzeit
Mit den Franken ab dem Ende des 5. Jahrhunderts beginnt dann die sich bis in die Gegenwart fortsetzende Geschichte des heutigen Dossenheim. Zu den Funden der Merowingerzeit zählt der Dossenheimer Schädel einer um 520 bestatteten Frau, der im Kindesalter künstlich verlängert wurde. Der älteste Siedlungskern von Dossenheim liegt am Ausgang des Mühltals, auf dem angehäuften Schuttkegel von Brenkenbach und Mühlbach, wo die Siedlung geschützt und am Wasser lag. Von hier aus konnte man auch bei Gefahrensituationen schnell in den Wald fliehen, der natürlich zusätzlich als wichtige Nahrungsquelle diente. Die umliegenden Hänge boten sich außerdem gut für den Weinanbau an. Den topographischen Gegebenheiten bildete sich die Siedlung als Haufendorf aus.

### Zugehörigkeit zum Kloster Lorsch

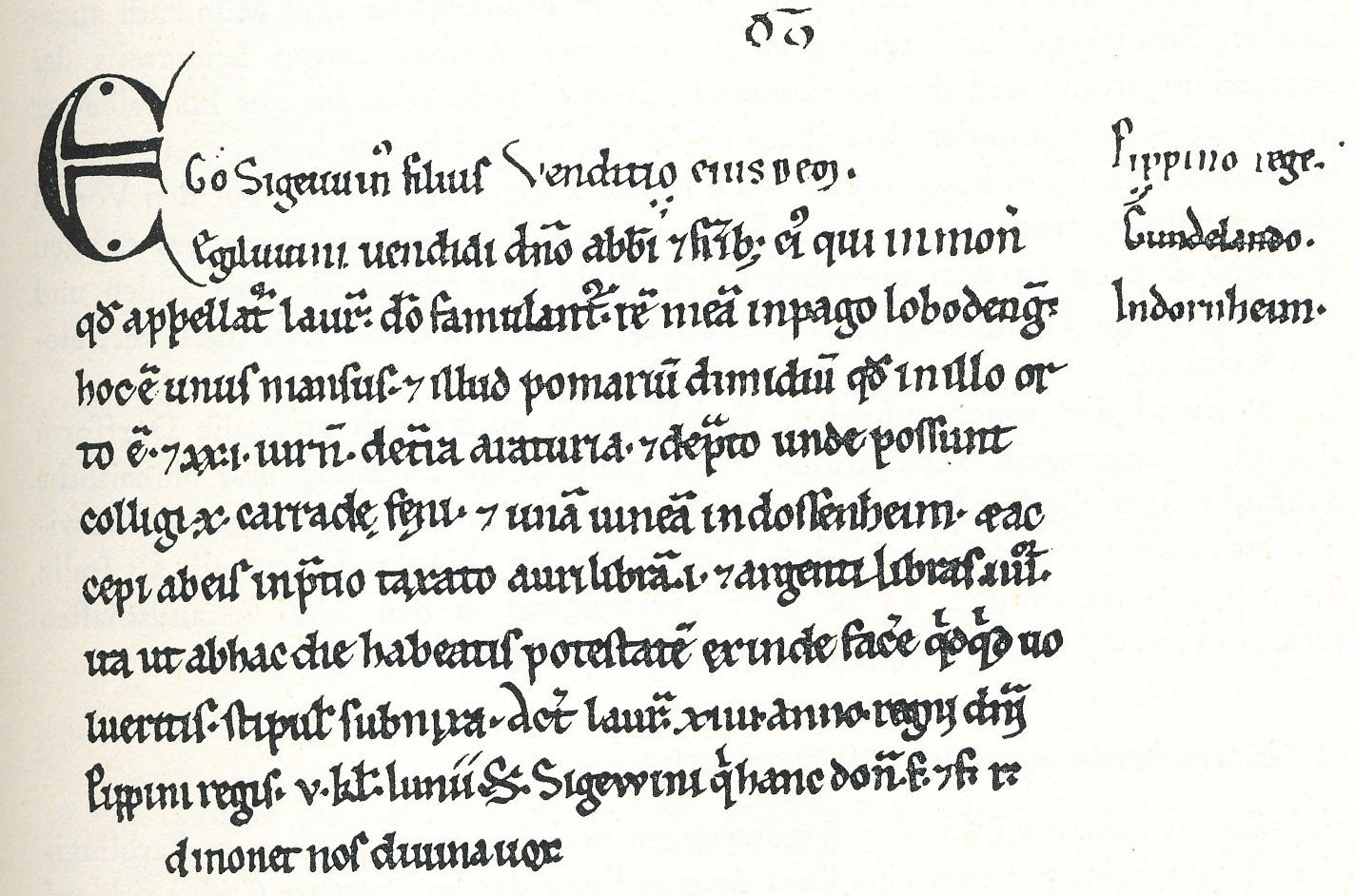
Die Ersterwähnung Dossenheims (766) im Lorscher Codex

Die erste Nennung der Siedlung findet sich zum Jahr 766 im Lorscher Codex, als der Verkauf eines Weinbergs in Dossenheim durch den Mönch Segwin an das Kloster Lorsch beurkundet wurde. Der Name des Ortes variierte in Urkunden bis in die frühe Neuzeit. Schreibweisen sind Tossenheim (786), Dohssenheim (1033), Dussinheim (1206), Tussenheim (1273), Dosanaw (1504) usw. Die Forschung ist uneins, ob sich der Ortsname auf einen Personennamen mit -heim („Heim des Dosso“) oder auf eine alte Bezeichnung für Kiefern („Dossen“) bezieht. Zwischen 766 und 877 wurden insgesamt 41 Besitzübergänge in Dossenheim an Lorsch beurkundet, darunter 23 Weinberge. Die umliegenden Orte Schwabenheim, Handschuhsheim, Ladenburg und Schriesheim wurden ebenfalls um 760 erstmals urkundlich erwähnt. Das 763 erstmals erwähnte Schwabenheim umfasste im Hochmittelalter nur noch eine einzelne Hofsiedlung.
794 wurde auch erstmals eine „Basilica“ (Kirche) erwähnt. Sie befand sich wahrscheinlich am Standort der heutigen evangelischen Kirche.

### Herrschaft Schauenburg
Das 764 gegründete Kloster Lorsch entwickelte sich bis zum hohen Mittelalter zu einer bedeutenden Territorialherrschaft am Neckar. Innerhalb des Klosterbesitzes zählte Dossenheim zur Herrschaft Schauenburg, deren Herrensitz sich auf der oberhalb des Ortes am Südwesthang des Ölbergs liegenden Schauenburg befand. Es ist außerdem gut möglich, dass die Kronenburg ein früherer Herrschaftssitz war; die genaue Situation zu dieser Zeit ist allerdings größtenteils ungeklärt, wahrscheinlich existierten beide Burgen eine Zeitlang parallel. Eine weitere Burg auf Dossenheimer Gemarkung ist die Burg Schwabeck. Die Burg lag am Neckar, etwa bei der heutigen Schleuse Schwabenheim. Überreste findet man kaum, sie wurde im 16. Jahrhundert durch Hochwasser und Eisgang zerstört.
Die Herrschaft Schauenburg umfasste die Orte Dossenheim und Handschuhsheim sowie zeitweise Seckenheim und Neuenheim. Die Burg Schauenberg und das dortige Adelsgeschlecht wurden um 1100 erstmals urkundlich erwähnt. Wenig später, um 1130, gelangte die Oberlehenshoheit von Lorsch an das Bistum Speyer, welches zu diesem Zeitpunkt eine starke Auseinandersetzung mit Lorsch hatte. Die Schauenburg musste gegen Geleitgeld dafür sorgen, dass Reisende und Kaufleute das Schauenburger Gebiet sicher durchqueren konnten; die Schauenburger waren somit keine Raubritter. Die Familie von Schauenberg stellte mit Siegfried von Speyer einen Speyrer Bischof und konnte durch Heirat von Gerhard von Schauenburg mit einer Tochter von Boppo (V.) von Lauffen um 1216 bis 1219 ihren Besitz um einen Teil des Lauffener Erbes bedeutend erweitern. Sie besaß nicht nur Besitz am Oberrhein, sondern auch in anderen Regionen, wie zum Beispiel im heutigen Bayern. Die Familie starb jedoch schon im späten 13. Jahrhundert aus.

### Im Spannungsfeld von Kurmainz und Kurpfalz
Die Erben der Schauenburg, die Herren von Magenheim, verkauften die Burg 1303 an die Pfalzgrafen von Heidelberg. Bischof Siboto von Speyer vergab das Lehen jedoch 1320 an Kurmainz, was eine lange Zeit der Rivalität zwischen Kurmainz und der Kurpfalz zur Folge hatte. Kurmainz rückte deutlich näher an die Kurpfalz heran, so lag zwischen der Residenzstadt Heidelberg und dem Mainzer Gebiet nur noch das Dörfchen Neuenheim, weshalb sich die Kurpfalz später stark bedroht sah. Sie akzeptierte die Zugehörigkeit zu Mainz nicht und gliederte das Gebiet in ihre eigene Verwaltung ein. Dossenheim sollte somit vom Oberamt Heidelberg aus verwaltet werden, und gerichtlich von Schriesheim aus, denn es lag dem Beschluss nach im Zent Schriesheim. Auf die wirkliche Verwaltung zu dieser Zeit hatte diese Einordnung keinen Einfluss, Kurmainz hatte eine eigene Verwaltung. Dossenheim wurde zum Amt Schauenburg gezählt, welches von der Schauenburg mit ihrem Zubehör gebildet wurde. Friedrich der Siegreiche drang 1460 gewaltsam in die Mainzer Exklave ein und eroberte die Herrschaft Schauenburg einige Tage später. Die Schauenburg wurde zerstört, der halbe Ort Dossenheim niedergebrannt, Handschuhsheim geplündert. Das Amt Schauenburg wurde damit aufgelöst und Dossenheim wurde wirklich von den genannten Stellen aus verwaltet. Zunächst blieb Dossenheim auch bei der Kurpfalz.
Im Landshuter Erbfolgekrieg verwüstete der hessische Landgraf 1504 Dossenheim. Während des Dreißigjährigen Kriegs plünderten und zerstörten vor allem 1622 Tillys Truppen den Ort, auch viele weitere Orte um Heidelberg fielen starken Plünderungen zum Opfer. Nach der Einnahme der Residenzstadt Heidelberg wurde Dossenheim für kurze Zeit wieder kurmainzisch, gelangte aber im Bergsträßer Rezess 1650 zurück zur Pfalz. Mainz erklärte erst 1714 seinen endgültigen Verzicht auf Dossenheim. Im Holländischen Krieg und im Pfälzischen Erbfolgekrieg zündeten französische Truppen 1674, 1689 und 1693 zahlreiche Gebäude an. Die nach dem Dreißigjährigen Krieg begonnene leichte wirtschaftliche Verbesserung wurde durch diesen Krieg wieder zerstört. Gegen Ende des 18. Jahrhunderts gab es abermals Wendungen zum Schlechteren, vor allem durch die zahlreichen Einquartierungen von Truppen. Außerdem wurde der Ort in dieser Zeit mehrmals geplündert, der Bevölkerung blieb oft nur die Flucht.
Auch in der darauffolgenden Zeit gab es keine wirtschaftliche Verbesserung, die Missernten 1816/17 waren ein weiteres starkes Problem. In den nächsten Jahren gab es daher mehrere Auswanderungswellen. Erst ab Mitte des 19. Jahrhunderts gab es wieder einen ersten kleinen Aufschwung, zu dieser Zeit gab es auch viele Veränderungen, wie die aufstrebende Steinbruchindustrie und der Tabakanbau.
1803 wurde die Kurpfalz aufgelöst und Dossenheim wurde badisch.

### Aufschwung des Ortes durch die Steinhauerei

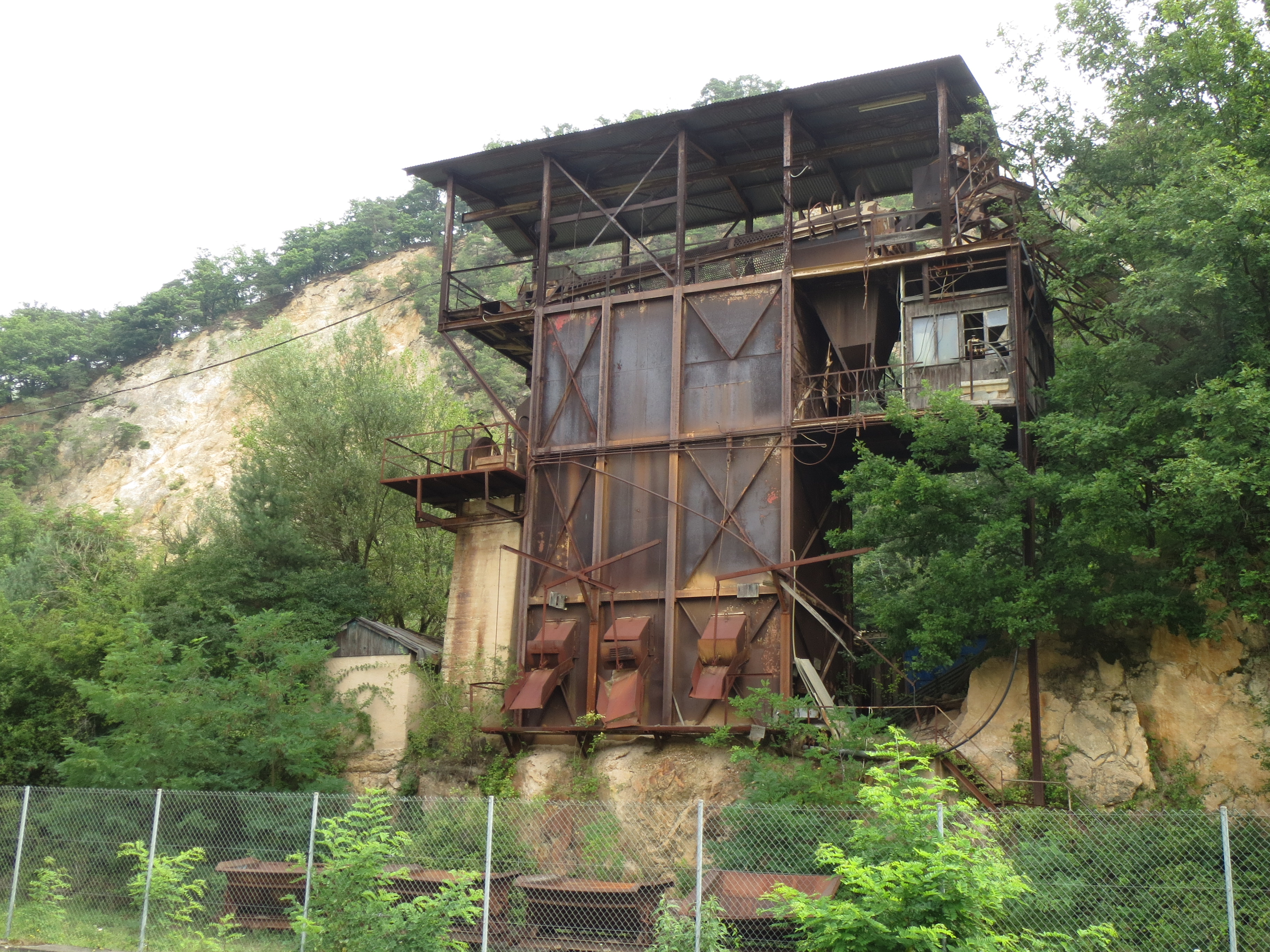
Eine alte Brecheranlage im Steinbruch Leferenz

In der zweiten Hälfte des 18. Jahrhunderts begann die bis heute den Ort prägende landschaftliche Gestaltung der östlich des Ortes liegenden Berge durch den massiven Abbau von Porphyr zu Straßenbauzwecken längs der Bergstraße. Die Gemeinde Dossenheim hatte ab 1813 Einnahmen durch Wegegeld zu den Steinbrüchen und begann 1834, weiteres aufgeschlossenes Gelände in kommunaler Verwaltung zum Gesteinsabbau zu verpachten. Die Steinhauerei sowie die anhängigen Fuhrbetriebe erlebten in den Folgejahren einen starken Aufschwung, selbst Wanderarbeiter aus Österreich, Italien und der Schweiz zog es nach Dossenheim. Obwohl die Steinhauerei florierte, war die Selbstverwaltung des Gesamtbetriebs durch die Stadt eher unglücklich. Innovationen wurden lange Zeit erschwert, die soziale Betreuung der Arbeiter vernachlässigt. Vielfach wurden Wirtshausexzesse und sonstiger ungehemmter Alkoholkonsum gerügt.
Ein weiteres Problem kam für die Gemeinde noch hinzu: Die in der Region tätigen Gebrüder Leferenz erwarben 1882 Grundstücke unterhalb des Hohen Nistlers. Dort eröffneten sie ein Jahr später ihren eigenen Betrieb mit Verladewerk an der Bergstraße, wodurch Dossenheim noch stärker von der Steinbrucharbeit bestimmt wurde. Der Gemeinde allerdings verursachte die Konkurrenz starken Druck, weiter zu investieren und dadurch viele Mehrkosten. Der Gemeindebetrieb wurde in der folgenden Zeit durch den Einsatz von Dampfmaschinen, den Bau neuer Werksanlagen, der Errichtung eines neuen Verladewerks und der Inbetriebnahme von Seilbahnen modernisiert. Außerdem konnte das Gestein nun über die Eisenbahn transportiert werden.
1908 wurden die Gemeindesteinbrüche in staatliche Verwaltung überführt, nachdem die Gemeinde mehrmals dazu gedrängt worden war, und die Verhältnisse besserten sich. 1913 war Dossenheim mit einer Jahresproduktion von 184.000 Kubikmeter das größte Porphyrwerk in Baden.
Nach 20 Jahren gab es von staatlicher Seite allerdings kein Interesse mehr an der Fortführung des Betriebs. Der badische Staat verpachtete die staatlichen Steinbrüche daraufhin 1927 an den Unternehmer Hans Vatter.

### Strukturwandel ab den 1920er Jahren

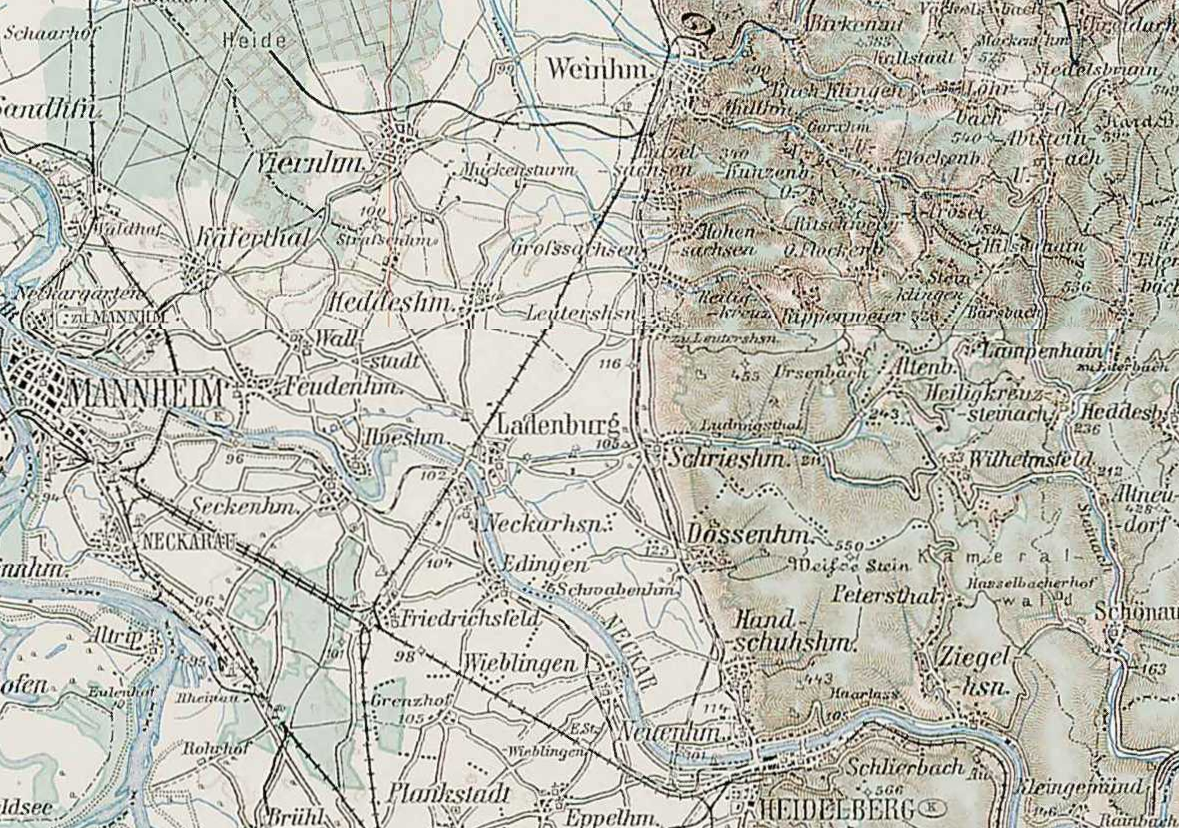
Dossenheim und Umgebung 1907

Außer den traditionellen dörflichen Berufen wie Bäcker, Metzger, Schuhmacher, Schreiner, Flaschner, Gemischtwarenhändler, Gastwirt usw. gab es bis zum Ersten Weltkrieg in Dossenheim lediglich die Steinhauerei als Erwerbsmöglichkeit. Nach 1920 kamen zu den Steinbrüchen weitere Industriebetriebe in den Ort. Die Zahl der ortsansässigen Betriebe verdoppelte sich von 50 im Jahr 1904 auf etwa 100 im Jahr 1939. Von besonderer Bedeutung waren mehrere Füllhalterbetriebe u. a. ein Zweigwerk von Faber-Castell, sowie eine anhängige Degussa-Goldfedernschleifabteilung.
Mit dem Aufschwung der Steinhauerei ab dem frühen 19. Jahrhundert vermehrte sich die Zahl der Häuser in Schwabenheim wieder und der Ort entwickelte sich zu einem Straßendorf. 1925 wurde Schwabenheim eingemeindet.
Die Weltwirtschaftskrise und die schlechte wirtschaftliche Lage in der Folgezeit erwischten auch Dossenheim hart. 1932 waren sogar mehr als 560 Einwohner arbeitslos. Viele Betriebe und Geschäfte gerieten in finanzielle Notlagen, was Zwangsentlassungen oder sogar deren Schließung zur Folge hatte. Die Gemeinde versuchte auf verschiedene Weisen die Arbeitslosigkeit zu bekämpfen, auch die Eröffnung eines neuen Gemeindesteinbruchs war im Gespräch. Eine künstliche Arbeitsbeschaffung beispielsweise im Wegebau entwickelte sich zu keinem großen Erfolg, sondern brachte dem Ort hohe Schulden ein.

### Nationalsozialismus und Zweiter Weltkrieg
In Dossenheim zog die NSDAP 1930 erstmals mit einem Sitz in den Gemeinderat ein, bei der Reichstagswahl 1933 lag die Zustimmung für die NSDAP knapp unter dem Reichsdurchschnitt. Mit der Machtergreifung der Nationalsozialisten wurde in kurzer Zeit die gesamte Gemeindeverwaltung durch Parteianhänger oder parteinahe Leute umbesetzt, unter anderem wurde auch der amtierende Bürgermeister seines Amtes enthoben und durch ein NSDAP-Mitglied ersetzt.
In der darauffolgenden Zeit wurde die Gemeinde von der NS-Obrigkeit dementsprechend umgestaltet: Der heutige Rathausplatz wurde in Adolf-Hitler-Platz umbenannt und für verschiedene Aufmärsche und ähnliches genutzt. In das Dossenheimer Schlössel zogen anstatt des Armenhauses verschiedene NS-Einrichtungen ein, darunter die Hitlerjugend.
1933 wohnten nur sechs jüdische Einwohner in Dossenheim, die durch die nationalsozialistische Verfolgung zunächst nach Heidelberg flüchteten. Sofern die Angehörigen der jüdischen Familien in Baden nicht in die USA auswandern konnten, wurden sie zum Großteil durch die „Wagner-Bürckel-Aktion“ in das Internierungslager Camp de Gurs in Südfrankreich gebracht. Später folgte von dort eine Deportation ins Konzentrationslager Auschwitz, wo auch zwei Dossenheimer Juden ums Leben kamen.
Dossenheim blieb von den Zerstörungen des Zweiten Weltkriegs größtenteils verschont. Allerdings gab es in Dossenheim durchaus kriegswichtige Industrie: So produzierte die Osmia GmbH beispielsweise keine Füllhalter mehr, sondern Kriegsmaterialien. Aus diesem Grund waren in der Kriegszeit auch mehrere „Ostarbeiter“ zur Zwangsarbeit im Ort untergebracht. Vereinzelt gab es zwar Luftangriffe auf Industrieansiedlungen, oder auf Züge der Oberrheinischen Eisenbahngesellschaft, insgesamt hatte dies jedoch nur vergleichsweise geringe Auswirkungen. Die amerikanischen Truppen näherten sich Heidelberg von der nördlichen Neckarseite, sie erreichten Dossenheim am 29. März 1945. Nach einigen Angriffen auf potenzielle Gefahrenpunkte zogen die Amerikaner in den Ort ein, womit der Zweite Weltkrieg für Dossenheim endete.

### Entwicklungen zu einer Wohngemeinde
Nach dem Zweiten Weltkrieg, den der Ort nahezu unbeschadet überstand, nahm auch die Konservenfabrik Ingelfinger einen raschen Aufstieg. In den 1950er Jahren kamen größere Elektro- und Verfahrenstechnikbetriebe hinzu, darunter 1959 die Firma Technochemie im Südwesten Dossenheims, die heute Teil der Evonik Industries AG ist.
Der Zustrom von Flüchtlingen und Heimatvertriebenen nach dem Zweiten Weltkrieg stellte die Gemeinde vor große Herausforderungen, da der Wohnraum bereits zu Friedenszeiten äußerst knapp gewesen war. Bis 1950 zählte die Gemeinde neben den 4.600 Altbürgern 855 Neubürger und 392 Evakuierte. Die landwirtschaftlichen und industriellen Betriebe des Ortes konnten den Bedarf an Arbeitsplätzen nicht mehr decken, so dass sich Dossenheim in den 1950er Jahren zunehmend zu einer Wohngemeinde für Pendler in die umliegenden Städte und Gemeinden entwickelte.

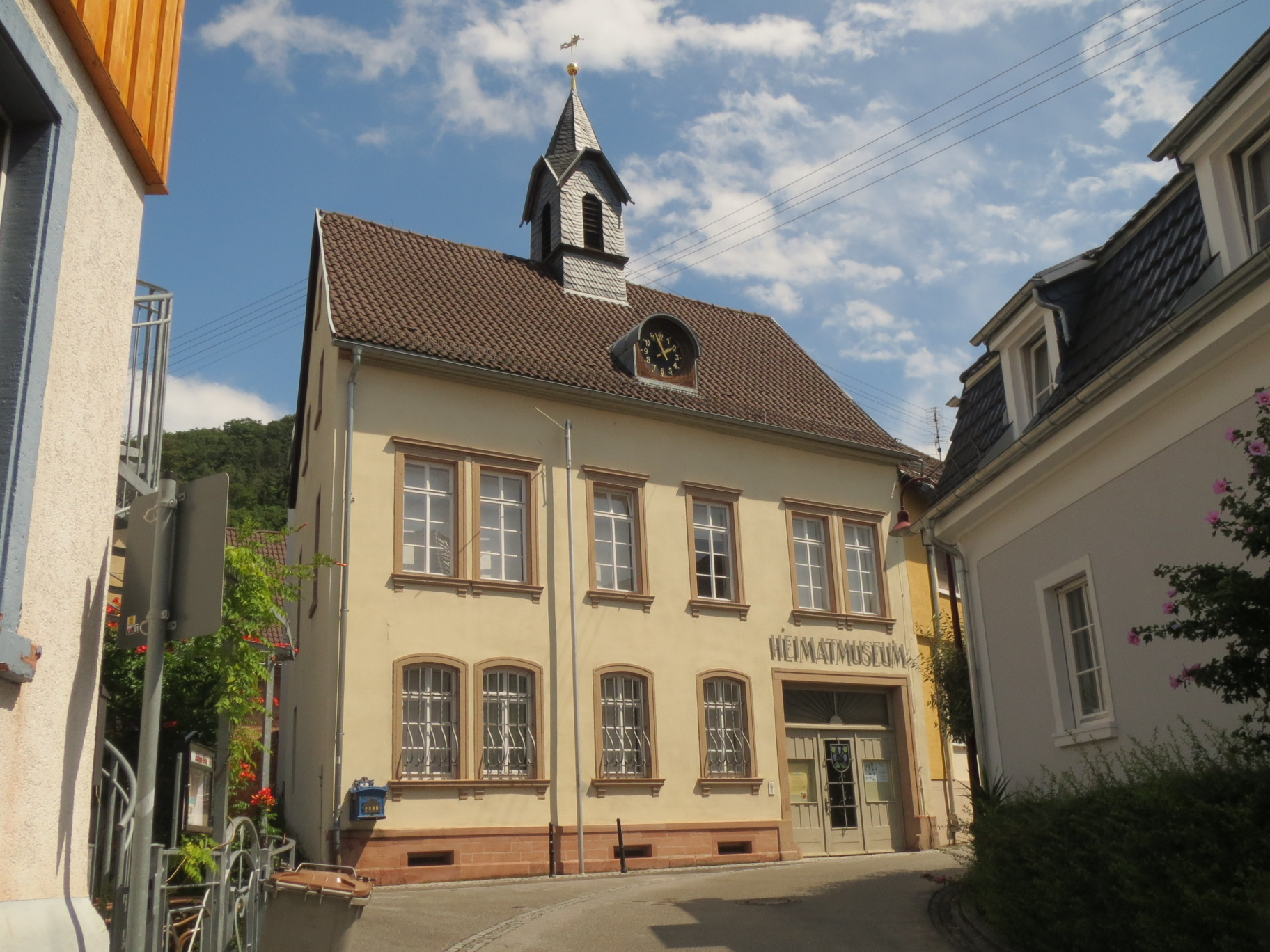
Das alte Rathaus von Dossenheim (als solches genutzt: 1894–1955), das heutige Heimatmuseum

Am 21. Mai 1955 konnte die Gemeinde endlich das neue Rathaus am Rathausplatz einweihen und das alte Rathaus (heutiges Heimatmuseum) verlassen. Zu dieser Zeit besaß die Gemeinde etwa 6.000 Einwohner, in den folgenden Jahren expandierte sie allerdings stark, so wurde vor allem der Süden Dossenheims erschlossen und bebaut. Darauf folgte der Bau zahlreicher Gebäude im südwestlichen Teil des Ortes, da es von hier aus ein weiter Weg zu öffentlichen Einrichtungen, wie der bis dahin einzigen Schule Dossenheims (Neubergschule) war. So konnte 1973 ein großes Schul- und Sportzentrum eröffnet werden. Das insgesamt 13,4 Millionen DM teure Projekt beinhaltete unter anderem das Hallenbad mit Sauna, die Kurpfalzschule und eine große Turnhalle.
Im Zuge der Gebietsreform in Baden-Württemberg (1968–1975) verlangte Heidelberg, dass die Umlandgemeinden Dossenheim, Eppelheim und Ziegelhausen in die Stadt eingegliedert werden sollten. Daraufhin brach in Dossenheim eine große Protestwelle los, die es schließlich schaffte, den Fortbestand Dossenheims als eigenständige Gemeinde zu sichern.
1988 hatte Dossenheim erstmals mehr als 10.000 Einwohner.

### Dossenheim in der Gegenwart
2002 wurde der Steinbruch des Unternehmens H. Vatter als letzter Dossenheimer Steinbruch geschlossen, in der Folgezeit die Bahnanlagen zum Werk demontiert und die Fabrikanlagen an der B 3 abgerissen. An Stelle des Fabrikgeländes entstand 2008 das Wohngebiet Am Rebgarten.
Der ebenfalls stillgelegte Steinbruch Leferenz ist seit Mai 2009 teilweise für die Öffentlichkeit zugänglich gemacht worden. Er ist jetzt Teil des Naturparks Neckartal-Odenwald und Teil von Wanderrouten. Der Innenbereich des Steinbruchs ist allerdings nur an bestimmten Tagen im Jahr geöffnet.
Am 20. August 2013 ereignete sich der sogenannte Amoklauf von Dossenheim, bei dem drei Menschen starben und fünf weitere teilweise schwer verletzt wurden.

### Einwohnerentwicklung
|              | 1577 | 1727 | 1800 | 1818  | 1852  | 1905  | 1925  | 1950  | 1961  | 1965  | 1970  | 1991   | 1995   | 2000   | 2005   | 2010   | 2015   | 2020   |
| ------------ | ---- | ---- | ---- | ----- | ----- | ----- | ----- | ----- | ----- | ----- | ----- | ------ | ------ | ------ | ------ | ------ | ------ | ------ |
| Dossenheim   | 560  |      | 788  | 1.106 | 1.517 | 2.921 |       |       |       |       |       |        |        |        |        |        |        |        |
| Schwabenheim |      |      |      | 91    | 126   | 102   |       |       |       |       |       |        |        |        |        |        |        |        |
| Gesamt       |      | 757  |      | 1.197 | 1.643 | 3.023 | 3.839 | 5.847 | 6.661 | 7.826 | 8.612 | 10.962 | 11.507 | 11.640 | 11.663 | 12.507 | 12.504 | 12.574 |

## Politik

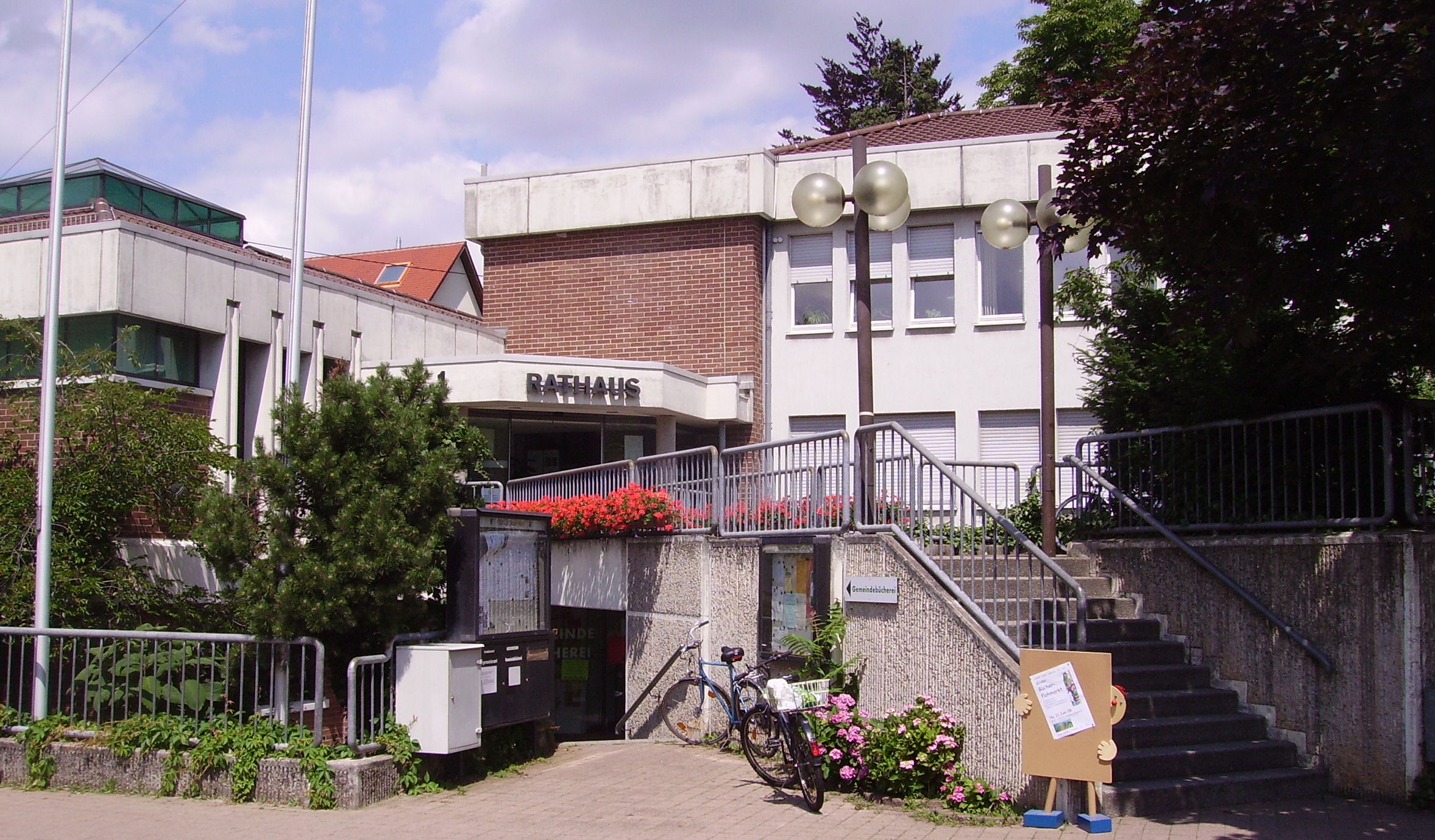
Rathaus

### Gemeinderat
Der Gemeinderat hat 22 ehrenamtliche Mitglieder, die für fünf Jahre gewählt werden. Hinzu kommt der Bürgermeister als stimmberechtigter Gemeinderatsvorsitzender.
Die Kommunalwahl 2024 führte zu folgendem Ergebnis (in Klammern: Unterschied zu 2019):
| Gemeinderat 2024               | Gemeinderat 2024 | Gemeinderat 2024 | Gemeinderat 2024 | Gemeinderat 2024 |
| Partei / Liste                 | Stimmenanteil    | Sitze            |                  |                  |
| ------------------------------ | ---------------- | ---------------- | ---------------- | ---------------- |
| Grüne                          | 26,3 % (−8,6)    | 6 (−2)           |                  |                  |
| CDU                            | 21,8 % (−0,9)    | 5 (±0)           |                  |                  |
| Freie Wähler                   | 21,0 % (+3,2)    | 4 (±0)           |                  |                  |
| SPD                            | 14,3 % (−1,7)    | 3 (±0)           |                  |                  |
| Die Linke                      | 8,9 % (+8,9)     | 2 (+2)           |                  |                  |
| FDP                            | 7,7 % (−0,9)     | 2 (±0)           |                  |                  |
| Wahlbeteiligung: 73,5 % (+2,0) |                  |                  |                  |                  |

### Bürgermeister
Der Bürgermeister wird in direkter Wahl für eine Amtszeit von acht Jahren gewählt. Gegenwärtiger Amtsinhaber ist David Faulhaber (CDU). Er hat das Amt am 1. April 2019 angetreten.
Bürgermeister seit 1946:
- 1946–1948 Hermann Böhler (1946 bis 1948 kommissarisch)
- 1950–1951 Georg Riedling (Bürgermeister-Stellvertreter)
- 1951–1963 Karl Miltner
- 1963–1979 Heinrich Schumacher
- 1979–1995 Peter Denger
- 1995–2019 Hans Lorenz (CDU)
- seit 2019 David Faulhaber (CDU)

### Wappen
Die Blasonierung des Wappens lautet: In Silber drei blaue Trauben (1:2) an einer grünen Ranke mit vier grünen Blättern.
Das Wappen geht zurück auf Gerichtssiegel aus dem Jahr 1495, auf dem bereits eine Weinranke zu sehen war. Es wurde 1901 vom Generallandesarchiv offiziell verliehen.
Die Flagge ist Grün-Weiß. Seit wann sie geführt wird, ist nicht bekannt.

### Städtepartnerschaften
Dossenheim unterhält seit 1982 partnerschaftliche Beziehungen zu Le Grau-du-Roi in Frankreich.

### Nachbarschaftsverband
Dossenheim gehört zum Nachbarschaftsverband Heidelberg-Mannheim, dessen Aufgabe es ist, den regionalen Flächennutzungsplan zu erstellen.

## Kultur und Sehenswürdigkeiten

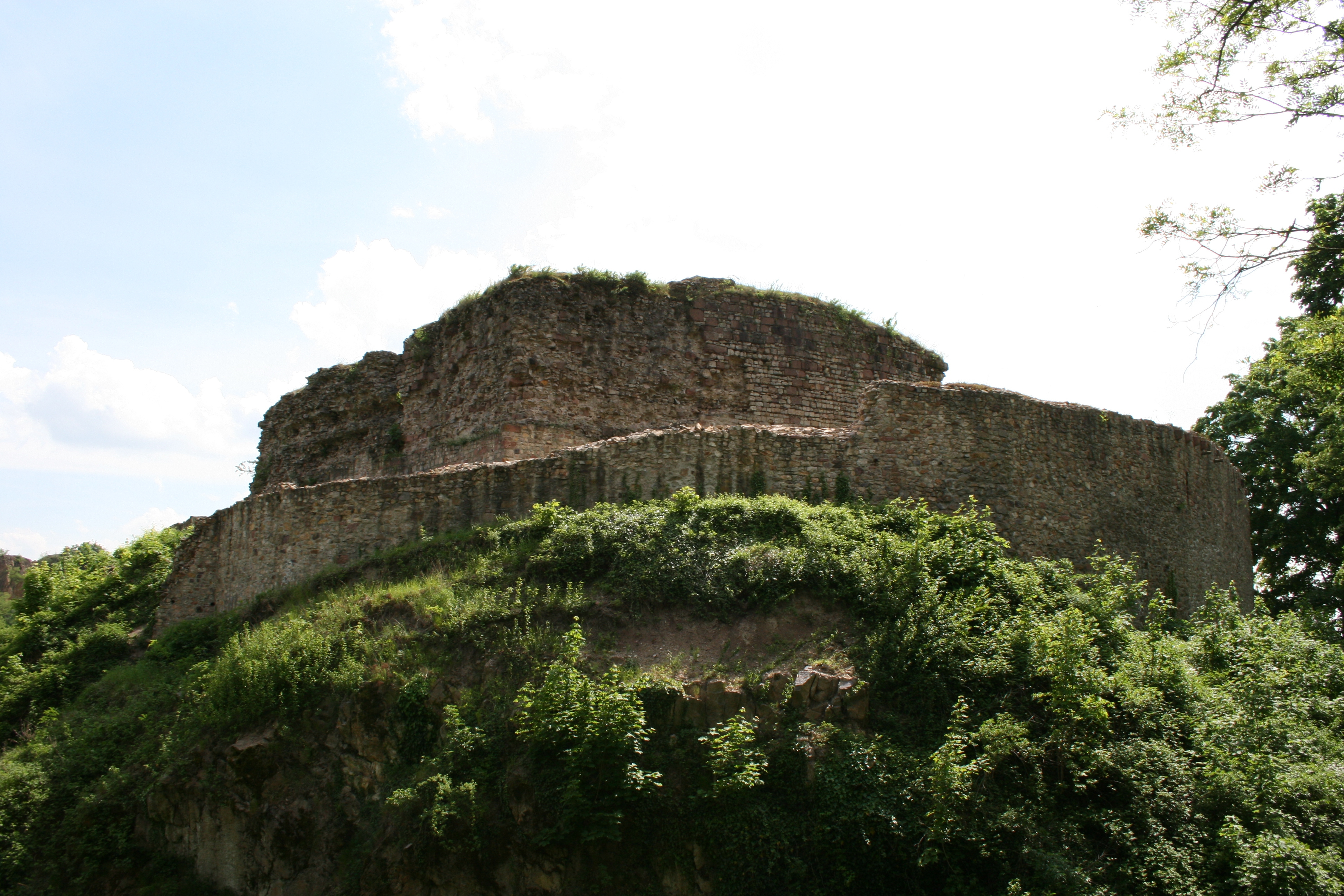
Schauenburg

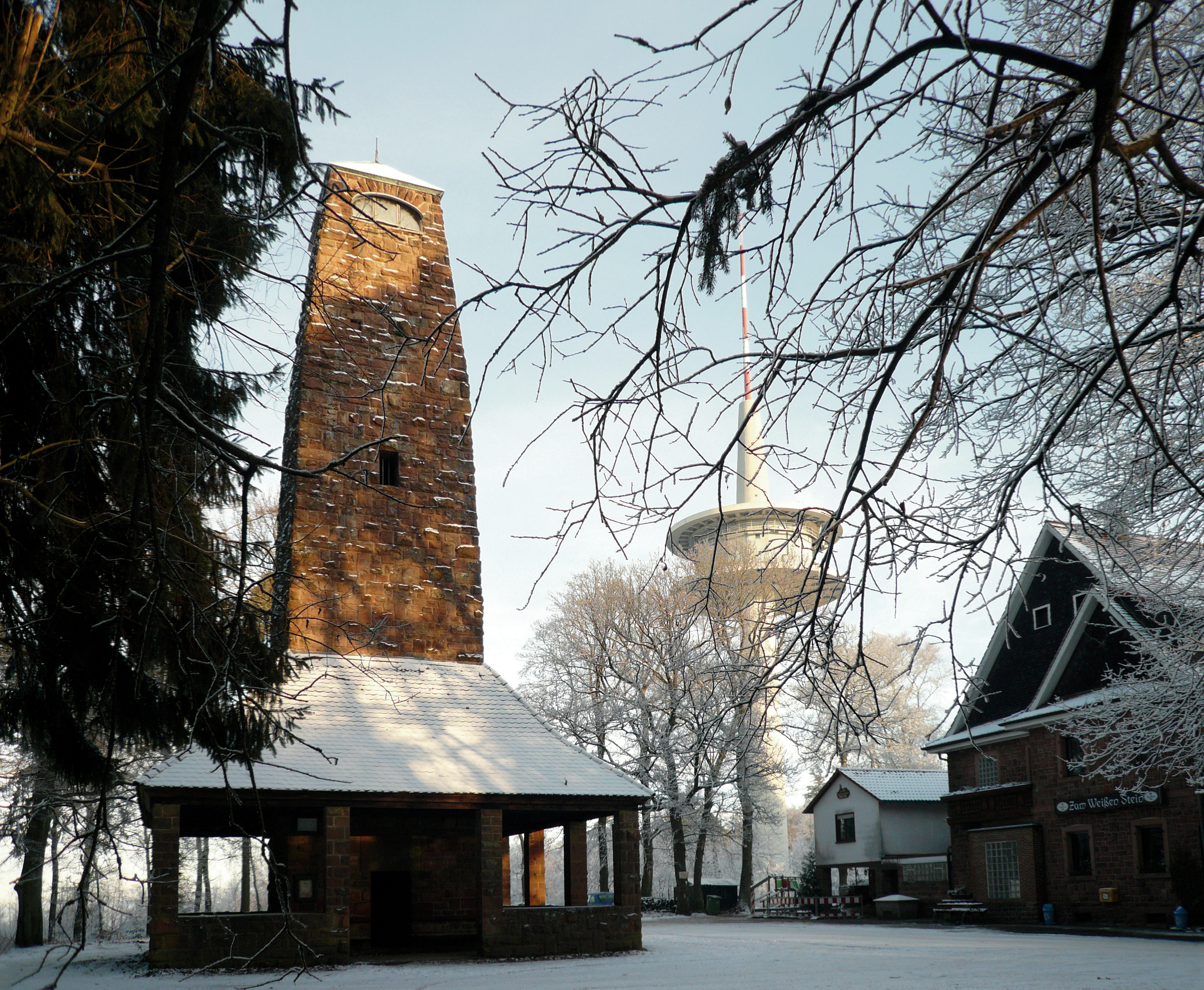
Aussichtsturm Weißer Stein

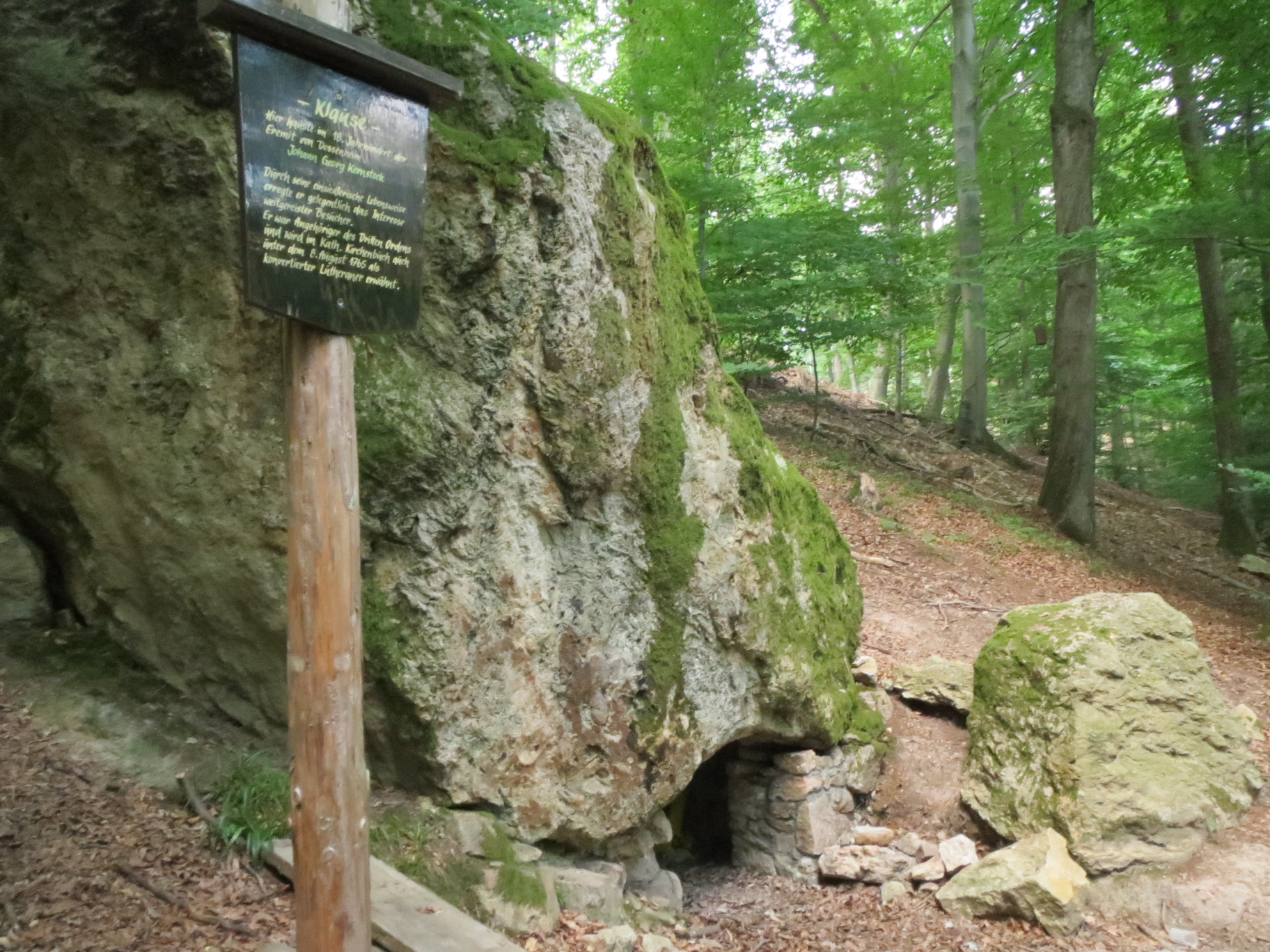
Die Dossenheimer Klause

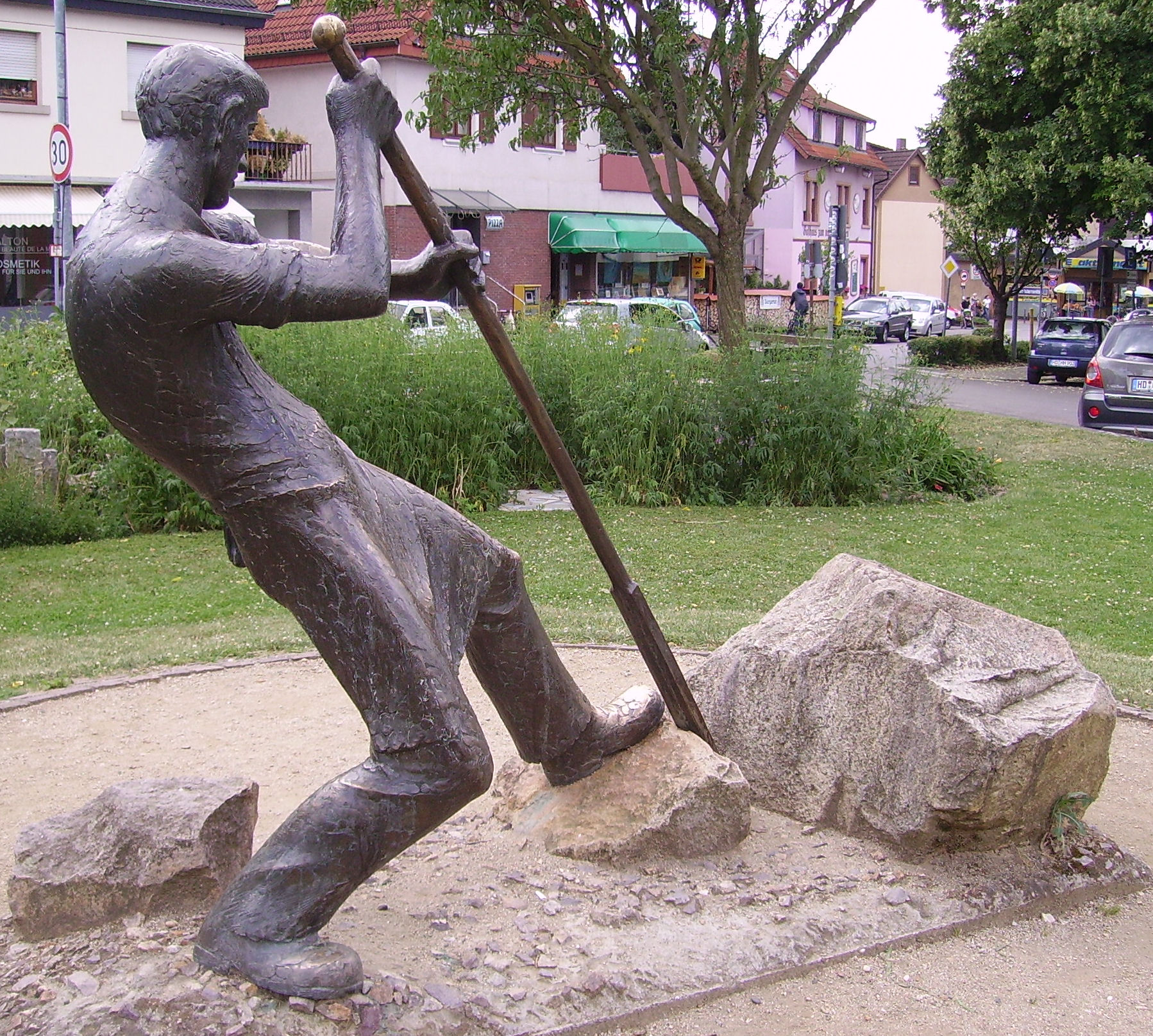
Steinbrecher-Denkmal von Robert Heckl

### Sehenswürdigkeiten
Die Ruine Schauenburg ist die bekannteste Burg Dossenheims. Sie war Sitz des gleichnamigen Geschlechts sowie des Mainzer Amtes Schauenburg und liegt an einem Südwestsporn des Ölberges über der Ebene. Die Kronenburg befand sich weiter im Odenwald, die Burg Schwabeck, als dritte Burg auf der heutigen Gemarkung Dossenheims, lag dagegen am Neckar. Das sogenannte Mauersechseck bildet eine weitere befestigte mittelalterliche Anlage im Odenwald.
Der 552 Meter hohe Weiße Stein ist der Hausberg von Dossenheim. Er dient als Treffpunkt von Radfahrern und Wanderern. Markantestes Merkmal des Weißen Steins sind sein aus Sandstein erbauter Aussichtsturm und sein an ein Ufo erinnernder Fernmeldeturm.
Die Evangelische Kirche wurde im 15. Jahrhundert erbaut, später erweitert. Vorgängerbauten gab es schon um einiges früher. Die neobarocke St.-Pankratius-Kirche der Katholiken stammt aus dem Jahr 1926.
Nordöstlich von Dossenheim befindet sich im Odenwald die Dossenheimer Klause, in der einst ein Einsiedler lebte. In die kleine Höhle kann man selbst hineinklettern.
Die Steinbrüche in Dossenheim stellen ein weiteres lohnendes Ausflugsziel dar, besonders der Steinbruch Leferenz, der seit einigen Jahren durch einen Wanderweg begehbar ist. Teile der alten Förderanlage zeugen von dem einstigen Abbau des Porphyrsteines. Mehrere Male im Sommer ist das Steinbruchinnere mit alten Bauwerken direkt begehbar, die äußere Anlage das ganze Jahr über. Der Steinbruch wird auch für Veranstaltungen genutzt, wie Theater- und Konzertaufführungen.

### Museen
Das Heimatmuseum wurde 1978 eingerichtet und 2002 neu konzipiert. Es befindet sich im 1890 errichteten alten Rathaus, das als solches bis 1955 genutzt wurde. Das Museum zeigt Funde der Frühgeschichte, das Leben im Steinbrecherdorf Dossenheim, die Beziehungen zu Schauenburg, Fliehburg und Kronenburg und beinhaltet eine museumspädagogische Werkstatt. Es ist jeden dritten Sonntag im Monat geöffnet.

### Sport und Freizeit
In Dossenheim gibt es zahlreiche Sportvereine, denen vier Sporthallen mit insgesamt acht Feldern und Außenanlagen sowie ein ganzjährig geöffnetes Hallenbad mit 25-m-Bahn zur Verfügung stehen. Es gibt auch zahlreiche Tennisfelder und ganz in der Nähe einen kleinen Bikepark. Für Skater gibt es seit einigen Jahren ein Gelände mit Halfpipe, Funbox etc. Das Sportangebot wurde 2009 um einen Bogensportverein mit Gelände im alten Steinbruch Leferenz erweitert. In Dossenheim gibt es außerdem ein 1933 eröffnetes Schützenhaus des Schützenvereins Dossenheim 1927 e. V.

### Natur
Dossenheim hat durch seine topographische Lage in der Rheinebene und am Fuße des Odenwaldes einen hohen Naherholungswert. Sowohl die ebenen gärtnerisch genutzten Kulturflächen der Rheinebene als auch die steil ansteigenden Wälder des Odenwaldes bieten eine abwechslungsreiche Flora und Fauna. Insbesondere das Waldgebiet, das von 110 m.ü.NN bis auf 558 m.ü.NN beim Weißen Stein ansteigt, verfügt über ein gut ausgezeichnetes Wanderwegenetz. Dieses Wanderwegenetz führt auch an der nördlich gelegenen Ruine Schauenburg vorbei. Bei guter Sicht eröffnet sich der Blick über die Türme des Speyerer Doms bis hin zum Hambacher Schloss im Pfälzer Wald, über die Städte Mannheim und Ludwigshafen bis hin im Süden nach Karlsruhe. Typisch und Wahrzeichen sind die weit sichtbaren, rot-gelb leuchtenden ehemaligen Porphyrsteinbrüche, die wie Wunden in das bewaldete Gebiet eingeschnitten sind. Als schönste Jahreszeit gilt in Dossenheim das Frühjahr mit der Obstbaumblüte. Weiß und rosa ist in dieser Zeit der Fuß des Odenwaldes um den Ort herum durch die Blüten der zahlreichen Obstbäume farbenprächtig gezeichnet.

### Regelmäßige Veranstaltungen
Jeweils am Wochenende des dritten Sonntags im September findet die traditionelle Dossenheimer Kerwe (Kirchweih) statt. Dossenheimer Brauchtum, Straßenfest und Rummelplatz sind dabei vereint. Die Dossenheimer Brauchtumskerwe ist für ihren Holzäpfeltanz und das Bannweidgericht bekannt.
Jährlich im Mai findet der traditionelle Dossenheimer Sommertagszug statt.
Jährlich im Dezember findet der Weihnachtsmarkt auf dem Kronenburger Hof am 3. Advent (Samstag und Sonntag) statt. In der Scheuer und im Haus des Anwesens Staiger präsentieren Dossenheimer Kunsthandwerker und Künstler aus der Umgebung ihre handgefertigten Unikate.
Seit 1984 veranstaltet die TSG Germania 1899 Dossenheim jeweils am zweiten Samstag im November einen anspruchsvollen Berglauf vom „Waldfrieden“ hinauf zum Weißen Stein. Auf einer Strecke von ca. 5,4 Kilometer sind dabei 350 Höhenmeter zu überwinden.
Der Verein zur Pflege der Live-Musik e. V. ist schon seit langer Zeit fester Bestandteil von Dossenheim. Er hat sich zum Ziel gesetzt durch möglichst viele Konzerte mit Live-Musik zum kulturellen Angebot der Gemeinde beizutragen.

### Ferienstraßen
Dossenheim liegt an zwei bedeutenden touristischen Straßen:
- Bergstraße, die von Darmstadt über Dossenheim nach Wiesloch führt.
- Bertha Benz Memorial Route, von Mannheim über Dossenheim nach Pforzheim und wieder zurück nach Mannheim.

## Wirtschaft und Infrastruktur

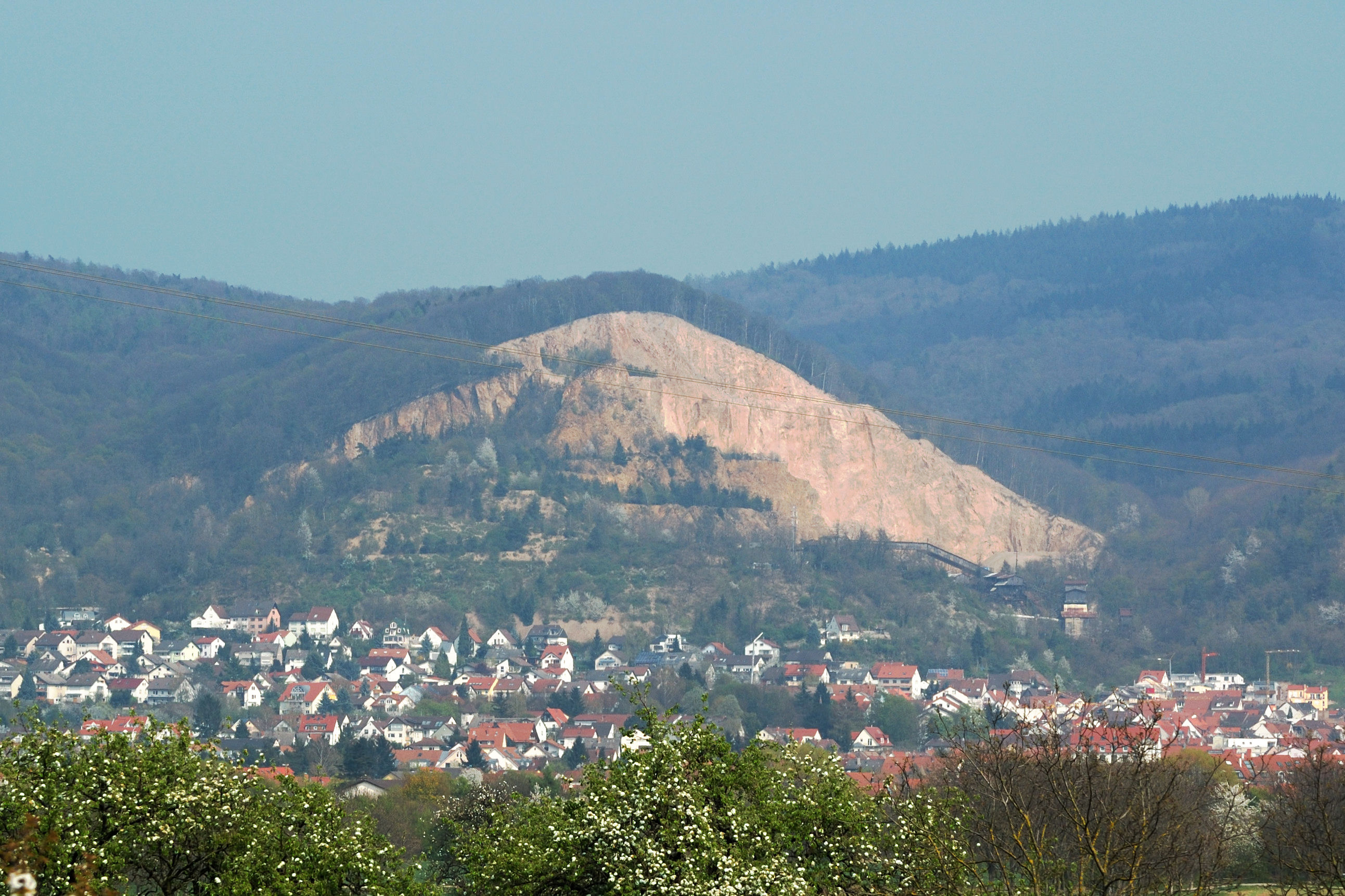
Blick von der A 5 auf den Steinbruch am Sporenberg

### Wirtschaft
Dossenheim ist im Wesentlichen eine Wohngemeinde. Sie ist aufgrund der Nähe zu Heidelberg insbesondere für dort beschäftigte Personen attraktiv. 2006 waren 89 Prozent der Dossenheimer Auspendler. Da es in Dossenheim zahlreiche selbstständige Betriebe gibt, existiert der Bund der Selbständigen, es gibt aber zum Beispiel auch einen Standort der Evonik Industries AG und einen Edeka-Großmarkt. Insgesamt gibt es Industrie und Gewerbe allerdings nur in geringem Umfang.
Dossenheim ist als Steinbrecherdorf bekannt. In Dossenheim gab es ehemals zwei große Steinbruchbetriebe und mehrere Bruchstellen. Die Steine wurden vor allem als Wasserbausteine und als Straßenunterbau verwendet. Alle Steinbrüche sind inzwischen stillgelegt. Die größten Abbruchstellen sind aber bis weit in die Rheinebene hinein zu sehen.

#### Landwirtschaft

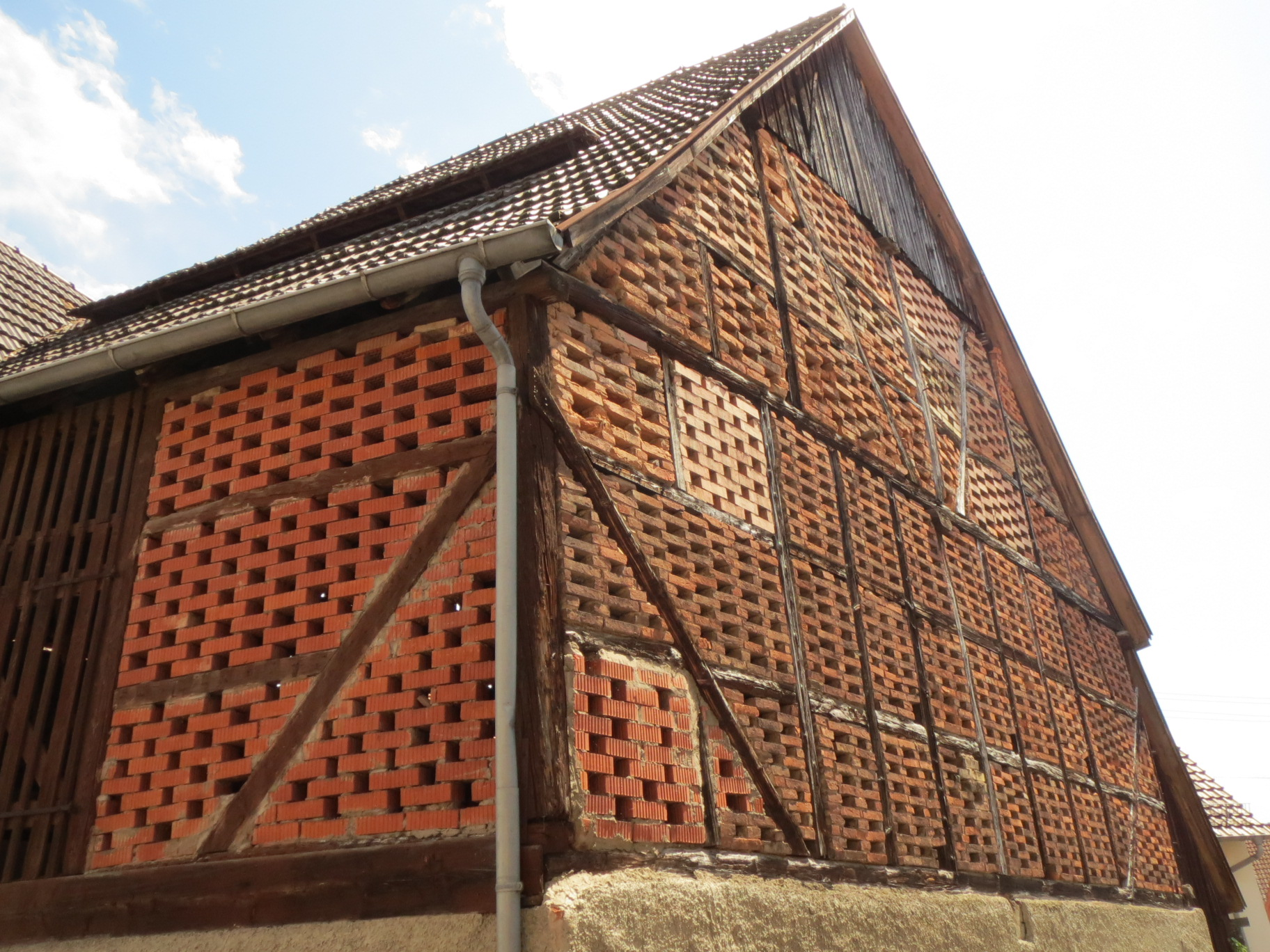
Tabakscheune im alten Ortskern Dossenheims; die Steine wurden versetzt aufgemauert, um den Tabak schneller trocknen zu lassen

Nennenswert ist auf jeden Fall der Weinanbau. Viele frühe Erwähnungen Dossenheims bezogen sich auf den Weinanbau, dies zeigt die große Bedeutung des Weins in Dossenheim im Mittelalter. Heute finden sich nur noch wenige Reben auf der Dossenheimer Gemarkung und der Wein spielt fast keine Rolle mehr. Im Mittelalter war er dagegen (auch in der Ebene) weit verbreitet und stellte einen wichtigen Wirtschaftszweig dar. Die einstige herausgehobene Stellung des Weinbaus spiegelt sich noch heute im Wappen Dossenheims wider.
In der zweiten Hälfte des 19. Jahrhunderts wurde erstmals Tabak angebaut, der eine Zeitlang zu einer der wichtigsten Waren wurde, in der Ebene wurden zahlreiche Felder angelegt. Seit etwa 1960 wird zwar kein Tabak mehr angepflanzt, noch heute gibt es allerdings einige alte Tabakscheunen im Ortskern.
Nach dem Zweiten Weltkrieg gab es starke Veränderungen in der Landwirtschaft: Die Zahl der Bauern begann abzusinken, viele wurden Nebenerwerbslandwirte oder gaben ihren Betrieb ganz auf. Die verbleibenden Höfe im Ortskern besaßen keine Möglichkeit der Ausdehnung, die aber, zum Beispiel durch die Übernahme der landwirtschaftlichen Flächen von den alten Betrieben, nötig gewesen wäre. So beschloss die Gemeinde die Einrichtung der kleinen Siedlung Dossenwald westlich von Dossenheim. Sie wurde ab 1960 gegründet und ein Großteil der Höfe siedelte dorthin über.
In Dossenheim wird heute etwa 1/3 der gesamten Fläche landwirtschaftlich genutzt. Vor allem Wein- und Obstanbau findet an den Hängen statt, in der Ebene gibt es auch Obstanbau, hauptsächlich aber andere landwirtschaftliche Produkte, wie zum Beispiel Getreide. Die wichtigste Frucht beim Obstanbau in Dossenheim ist schon seit langer Zeit die Kirsche.

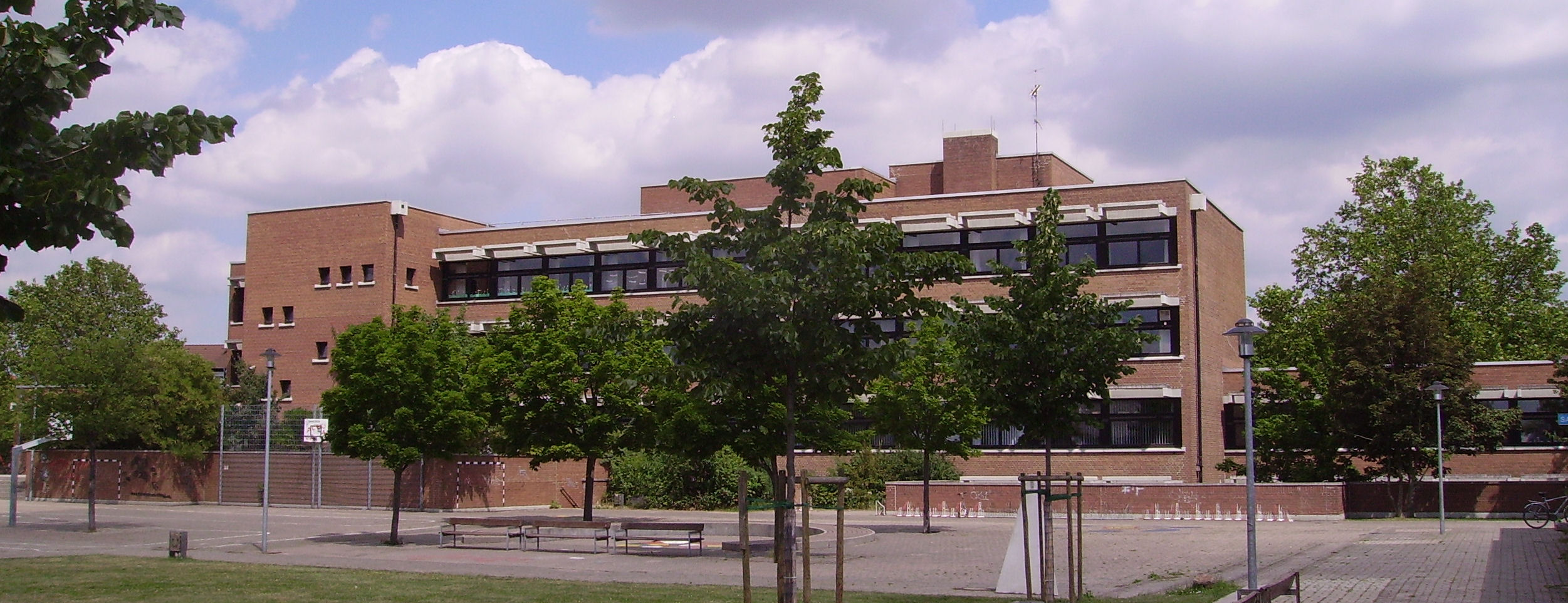
Kurpfalzschule

### Bildung
Im Ort gibt es die Neubergschule (Grundschule) sowie die Kurpfalzschule (Grundschule).
Eine Gemeindebücherei steht den Einwohnern im Gemeindeamt zur Verfügung. Des Weiteren gibt es eine Volkshochschule im Ort.

### Verkehr
Dossenheim liegt an der Bundesautobahn 5 sowie an der Bundesstraße 3. Dossenheim besitzt seit 1890 eine Eisenbahnanbindung, so verbindet die Bahnstrecke Weinheim–Heidelberg, die von der Rhein-Neckar-Verkehr (RNV) betrieben wird, Dossenheim im 10-Minuten-Takt mit den umliegenden Ballungszentren Mannheim, Heidelberg und Weinheim. Speziell für ältere Mitbürger bietet Dossenheim den s.g. „Bürgerbus“ an, der an Werktagen zahlreiche Haltestellen im Ort anfährt. Ähnlich gelagert, aber speziell für junge Leute, ist das Angebot eines Nacht-Taxis von Heidelberg nach Dossenheim.
Durch eine Alltagsroute aus dem Radnetz Baden-Württemberg ist Dossenheim mit Heidelberg und in der anderen Richtung über Schriesheim und Hirschberg an der Bergstraße mit Weinheim verbunden.
Durch Dossenheim verläuft als Landes-Radfernweg der Badische Weinradweg. Er führt von Grenzach-Wyhlen am Hochrhein nach Laudenbach, dabei werden sieben der neun badischen Weinanbaugebiete untereinander verbunden. Die Route verläuft von Heidelberg nach Dossenheim und weiter nach Weinheim.

### Medien
Einige Zeitungen der Region, wie die Rhein-Neckar-Zeitung, berichten über das örtliche Geschehen. Weiter gibt die Gemeinde Dossenheim das Gemeindeblättchen (offiziell: Gemeindenachrichten) heraus, in dem amtliche Mitteilungen und Bekanntmachungen stehen. Es erscheint wöchentlich jeden Freitag.

### Behörden und Institutionen
- Freiwillige Feuerwehr Dossenheim
- Biologische Bundesanstalt für Land- und Forstwirtschaft (BBA)

### Sendetürme
- Einstiger Mittelwellensender: In Dossenheim betrieb der SWR bis 2004 einen Mittelwellensender. Als Antennenträger kam ein gegen Erde isolierter, fußpunktgespeister, abgespannter 51 Meter hoher Rohrmast zum Einsatz. Die Anlage wurde inzwischen abgebaut.
- Fernmeldeturm Weißer Stein

### Sonstige Bauwerke
- Der Seitenkanal Wieblingen mündet nach Kraftwerk und Schleuse Schwabenheim zurück in den Neckar.

## Persönlichkeiten

### Ehrenbürger
Dossenheim hat einmal die Ehrenbürgerwürde verliehen. Die Auszeichnung erhielt 1948 der in Dossenheim geborene Missionsbischof Augustin Olbert (1895–1964).

### Söhne und Töchter der Gemeinde
- August Eberlin (1838–1887), evangelischer Stadtpfarrer, Schriftsteller und Historiker
- Augustin Olbert SVD (1895–1964), katholischer Bischof von Tsingtao, China
- Willi Blümel (1929–2015), Rechtswissenschaftler
- Karl-Heinz Körbel (* 1954), Fußballspieler (Eintracht Frankfurt)
- Hans Lorenz (* 1954), Politiker (CDU), 1995–2019 Bürgermeister von Dossenheim
- Alfons Schwarz (* 1954), Leichtathlet, Geher
- Elmar Degenhart (* 1959), Manager (Continental AG)
- Salome Reiser (1965–2014), Musikwissenschaftlerin
- Markus Bähr (* 1974), Fußballspieler (1. FC Köln, Karlsruher SC)

### Persönlichkeiten, die vor Ort gewirkt haben
- Philipp Leferenz (1888–1942), Unternehmer und Mitinhaber der Fa. Gebrüder Leferenz in Dossenheim
- Rudolf Bohren (1920–2010), evangelischer Pfarrer und Professor für Praktische Theologie in Heidelberg wohnte in Dossenheim
- Erich Seemüller (1932–2024), deutscher Agrarwissenschaftler und ehemals wissenschaftlicher Direktor der BBA Dossenheim
- Ijoma Mangold (* 1971), Literaturkritiker, wuchs in Dossenheim auf